# パキスタン地震 (2013年)
パキスタン地震（パキスタンじしん）は、2013年9月24日16時29分47秒（パキスタン標準時）にパキスタンのバローチスターン州で発生した地震である。Mw7.7、震源の深さ15kmで、515人以上の死者と600人以上の負傷者が発生した。また、アラビア海に新島が形成された。「パキスタン南西部地震」の呼称も用いられる。

## 概要
地震のタイプは浅い地殻内での横ずれ断層型の地震であった。パキスタンではユーラシアプレートに対してインドプレートとアラビアプレートが沈み込んでいる複雑な構造をしているため地震が発生しやすいが、今回の地震の付近では、1990年7月に発生し6人の死者を出したMw6.1の地震以外、過去40年間大規模な地震発生がなかった。この地震では、震源に近い都市であるアワランで、メルカリ震度階級で震度VIIを記録した他、震源から遠く離れたインドやオマーンでも揺れを感じた。
東京大学地震研究所の解析では、破壊の進行速度（4km/秒）がS波の速度（3.5km/秒）を越えており、超せん断破壊と言う現象が生じた可能性を示唆するデータが得られたとしている。

## 地震島
グワダル沖のアラビア海に新島（地震島）が出現したことが確認されており、海岸付近は見物人が多数集まった。海岸から約1.6kmの地点で、高さ約6mから9m、直径約30mから100mの規模である。アメリカ地質調査所もこの島の存在を確認しているが、今回のような地震の規模で、このような大きさの島が形成されることは珍しいとされている。なお、震央と島が出現した距離が約400km 離れていることから、今回の地震との直接の関係を疑問視する研究者もいる。

## 津波
バローチスターン州ジワニ沖の海底地滑りによって引き起こされたと推定される津波が、アラビア海周辺の国々の潮位計で観測された。
| 国         | 都市         | 高さ (m) |
| ---------- | ------------ | -------- |
| オマーン   | クラーヤト   | 1.09     |
| オマーン   | マスカット   | 0.51     |
| オマーン   | スール       | 0.40     |
| オマーン   | アシュハラ   | 0.27     |
| オマーン   | カウルウダム | 0.19     |
| イラン     | チャバハル   | 0.23     |
| パキスタン | オルマラ     | 0.13     |

## 余震
震源付近ではMw4.0以上の余震が50回発生している（2014年9月25日時点）。
9月28日午後0時34分（現地時間）M6.8の最大余震があり、少なくとも22人が死亡した。震源地は本震より北北東30km、深さは12.0kmである。
| 年月日        | 時刻 (PKT) | 座標                                                          | 規模 (Mw) | 深さ (km) | 出典   |
| ------------- | ---------- | ------------------------------------------------------------- | --------- | --------- | ------ |
| 2013年9月24日 | 16:36:31   | 北緯27度17分42秒 東経65度39分47秒 / 北緯27.295度 東経65.663度 | 5.9       | 24.5      | [ 14 ] |
| 2013年9月24日 | 17:07:06   | 北緯27度17分49秒 東経65度38分49秒 / 北緯27.297度 東経65.647度 | 4.7       | 10.1      | [ 15 ] |
| 2013年9月24日 | 17:42:12   | 北緯27度18分36秒 東経65度35分38秒 / 北緯27.310度 東経65.594度 | 5.0       | 25.7      | [ 16 ] |
| 2013年9月24日 | 18:01:40   | 北緯27度20分38秒 東経65度38分31秒 / 北緯27.344度 東経65.642度 | 5.6       | 27.7      | [ 17 ] |
| 2013年9月24日 | 19:08:33   | 北緯27度30分58秒 東経65度42分54秒 / 北緯27.516度 東経65.715度 | 5.2       | 27.2      | [ 18 ] |
| 2013年9月24日 | 20:12:24   | 北緯27度08分38秒 東経65度30分22秒 / 北緯27.144度 東経65.506度 | 4.9       | 27.8      | [ 19 ] |
| 2013年9月24日 | 22:20:15   | 北緯27度11分35秒 東経65度29分13秒 / 北緯27.193度 東経65.487度 | 5.5       | 23.6      | [ 20 ] |
| 2013年9月25日 | 00:54:07   | 北緯27度26分38秒 東経65度41分56秒 / 北緯27.444度 東経65.699度 | 4.7       | 25.7      | [ 21 ] |
| 2013年9月25日 | 02:59:04   | 北緯27度29分42秒 東経65度45分18秒 / 北緯27.495度 東経65.755度 | 4.9       | 24.0      | [ 22 ] |
| 2013年9月25日 | 03:38:17   | 北緯27度17分38秒 東経65度36分40秒 / 北緯27.294度 東経65.611度 | 4.8       | 23.0      | [ 23 ] |
| 2013年9月28日 | 12:34:06   | 北緯27度10分59秒 東経65度30分18秒 / 北緯27.183度 東経65.505度 | 6.8       | 12.0      | [ 24 ] |

## 影響
地震に襲われた地域は、泥煉瓦で作られた建物が多くあり、多くの建物が本震や余震によって倒壊している。震央から約66km離れたアワランでは、約80%の建物が損傷または倒壊したとされている。515人以上の死者と600人以上の負傷者が発生し、被害の全容把握には時間を要した。